# Fizeau (cratère)
Le cratère Fizeau est un cratère lunaire dans l'hémisphère sud de la face cachée de la lune près du pôle Sud. Le cratère Minkowski est au nord-ouest et le cratère Eijkman au sud-ouest. Il y a également dans les parages, les cratères Cabannes, Crommelin et Lemaître. 
Le cratère Fizeau a une surface relativement plane au-delà des terrasses composant une partie de son sol. Le contour est parsemé de nombreux craterlets. 
En 1970, l'union astronomique internationale a donné le nom du physicien français Hippolyte Fizeau à ce cratère.

## Cratères satellites
Les cratères dits satellites sont de petits cratères situés à proximité du cratère principal, ils sont nommés du même nom mais accompagné d'une lettre majuscule complémentaire (même si la formation de ces cratères est indépendante de la formation du cratère principal). Par convention ces caractéristiques sont indiquées sur les cartes lunaires en plaçant la lettre sur le point le plus proche du cratère principal. Liste des cratères satellites de Fizeau.
| Fizeau | Latitude | Longitude | Diamètre |
| ------ | -------- | --------- | -------- |
| C      | 56.1° S  | 128.5° W  | 22 km    |
| F      | 58.2° S  | 124.5° W  | 19 km    |
| G      | 59.2° S  | 124.5° W  | 54 km    |
| Q      | 59.8° S  | 136.3° W  | 28 km    |
| S      | 58.7° S  | 139.9° W  | 62 km    |